# Rupt de Mad
Rupt de Mad (Francuski izgovor: ʁypt də mad) je 54,6 km duga rijeka u departmanima Meuse i Meurthe-et-Moselle, sjeveroistočna Francuska. Njezin izvor je nekoliko malih potoka koji izviru u Gevilleu, 17 km sjeverozapadno od Toula. Općenito teče prema sjeveroistoku. Lijevi je pritok rijeke Moselle u koji se ulijeva kod Arnavillea, 15 km jugozapadno od Metza.

## Départementsi komune duž njenog toka
Ovaj popis poredan je od izvora do ušća:
- Meuse: Geville, Broussey-Raulecourt, Bouconville-sur-Madt, Rambucourt, Xivray-et-Marvoisin, Richecourt, Lahayv0ille
- Meurthe-et-Moselle: Saint-Baussant, Essey-et-Maizerais, Pannes, Euvezin, Bouillonville, Thiaucourt-Regniéville, Jaulny, Rembercourt-sur-Mad, Waville, Villecey-sur-Mad, Onville, Vandelainville, Bayonville-sur- Lud, Arnaville